# Eptatretus yangi
Eptatretus yangi is een soort uit de familie der slijmprikken (Myxinidae).
1. ↑  (en) Eptatretus yangi op de IUCN Red List of Threatened Species.